# Byxgördel
Byxgördel, damunderplagg med formande funktion. Den utgörs av en underbyxa, med eller utan ben av olika längd, i elastiskt material, ofta lycra eller spandex. Linningen kan sträcka sig från midjan och upp till revbensbågen. Fram till och med 1970-talet var byxgördlar oftast försedda med fyra eller sex in- eller utvändiga strumpeband för att hålla upp nylonstrumpor. En helt benlös byxgördel kallas ofta trosgördel.